# William Henry Nieder
William ("Bill") Henry Nieder (né le 10 août 1933 à Hempstead, dans l'État de New York, aux États-Unis et mort le 7 octobre 2022 à Angels Camp en Californie) est un athlète américain de lancer de poids.

## Biographie
Nieder a grandi dans le Kansas, et était déjà athlète en lancer de poids à l'école. À l'université du Kansas, il devint le premier collégien athlète à passer les '60 pieds' avec un poids de 16 'pounds'.

## Sa carrière sportive
Il participa aux Jeux olympiques d'été de 1956 à Melbourne et gagna la médaille d'argent avec un jet à 18,18 mètres. Aux Jeux olympiques de Rome en 1960, il décrocha la médaille d'or pour son lancer à 19,68 mètres.
Nieder fut seulement deux fois champion national (en 1955 et en 1957).
Il améliora quatre fois des records du monde, entre 1959 et 1960, en devenant le premier lanceur a dépassé les vingt mètres, soit 20,06 mètres en 1960.
Le 8 mai 2011, Nieder parvient à maîtriser un passager qui tentait de s'introduire dans le cockpit du vol American Airlines 1561 en direction de San Francisco.